# Silene genovevae
Silene genovevae är en nejlikväxtart som beskrevs av Gilbert François Bocquet. Silene genovevae ingår i släktet glimmar, och familjen nejlikväxter. Inga underarter finns listade i Catalogue of Life.